# 年忘れ!吉本お笑いオーケストラ
吉本お笑いオーケストラ（よしもとおわらいオーケストラ）はテレビ朝日にて2005年から不定期に放送されている年末特番。

## 概要
同番組は吉本興業（2007年10月より子会社のよしもとクリエイティブ・エージェンシー）所属の芸人が総出演し、漫才や大喜利を行う。毎年12月下旬に収録。収録は2005年はルミネtheよしもとと大阪のなんばグランド花月（NGK）、2006年と2007年はよしもと浅草花月、2008年はNGK、2009年はよしもとプリンスシアター、2013年と2014年はよしもと幕張イオンモール劇場で収録された。年末の週末午後に2時間枠で放送していたが、2013年以降は放送時間を1時間に短縮し、深夜に放送している。
2015年以降は夏季にも「サマースペシャル」と題してテレビ朝日・六本木ヒルズ 夏祭り SUMMER STATION会場からの中継録画で放送している。

## 主な出演者
2009年
司会
- 藤井隆、陣内智則、前田有紀

出演
- 中田カウス・ボタン、今いくよ・くるよ、西川のりお・上方よしお、大木こだま・ひびき、坂田利夫、ケンドーコバヤシ、竹若元博（バッファロー吾郎）、矢野・兵動、東京ダイナマイト、ライセンス、NON STYLE、トータルテンボス、パンクブーブー、フルーツポンチ、モンスターエンジン

2010年
司会
- 藤井隆、ケンドーコバヤシ、野村真季

出演
- 中田カウス・ボタン、今いくよ・くるよ、西川のりお・上方よしお、大木こだま・ひびき、矢野・兵動、東京ダイナマイト、ダイノジ、ライセンス、スリムクラブ、あべこうじ、笑い飯、カナリア、フルーツポンチ、銀シャリ、モンスターエンジン、バッファロー吾郎、なだぎ武、椿鬼奴、楽しんご、もう中学生
  - バッファロー吾郎、なだぎ武、椿鬼奴、楽しんご、もう中学生は大喜利のみの参加。

2011年
司会
- 藤井隆、陣内智則、野村真季

出演
- キングコング、パンクブーブー、スリムクラブ、ジャルジャル、テンダラー、銀シャリ、椿鬼奴、学天即、NON STYLE、矢野・兵動、レイザーラモンRG、ウーマンラッシュアワー、笑い飯、ロバート、NMB48、今いくよ・くるよ、大木こだまひびき、西川のりお・上方よしお、中田カウス・ボタン

2012年
司会
- 藤井隆、陣内智則、野村真季

出演
- 千鳥、笑い飯、銀シャリ、テンダラー、パンクブーブー、ジャルジャル、モンスターエンジン、スーパーマラドーナ、アインシュタイン、ウーマンラッシュアワー、トレンディエンジェル、山本彩・福本愛菜（当時NMB48）／中田カウス・ボタン、今いくよ・くるよ、西川のりお・上方よしお、大木こだまひびき

2013年
司会
- 藤井隆、陣内智則、山田菜々

出演
- ウーマンラッシュアワー、千鳥、ジャングルポケット、トータルテンボス、COWCOW、2丁拳銃、今いくよ・くるよ、中田カウス・ボタン

2014年
司会
- 藤井隆、陣内智則、野村真季

出演
- 中田カウス・ボタン、博多華丸・大吉、ロバート、笑い飯、NON STYLE、平成ノブシコブシ、ジャングルポケット、村本大輔（ウーマンラッシュアワー）、シソンヌ、チョコレートプラネット、トレンディエンジェル

2015年
司会
- 藤井隆、陣内智則

出演
- トレンディエンジェル、コロコロチキチキペッパーズ、ライセンス、ロバート、麒麟、ウーマンラッシュアワー、水谷千重子、中川家、中田カウス・ボタン

2016年
司会
- 藤井隆、陣内智則、門脇佳奈子

出演
- 銀シャリ、ライス、ジャングルポケット、トレンディエンジェル、横澤夏子、スーパーマラドーナ、三瓶、ザ・スリー、ダイアン、中川家、大木こだま・ひびき、中田カウス・ボタン

2017年
司会
- 藤井隆、陣内智則、門脇佳奈子

出演
- NONSTYLE、尼神インター、ジャルジャル、銀シャリ、CONTS、和牛、相席スタート、霜降り明星、ザ・スリー、マヂカルラブリー、アジアン、ライス、トータルテンボス、中田カウス・ボタン

2018年
- 藤井隆、陣内智則、門脇佳奈子

出演
- 相席スタート、かまいたち、ガンバレルーヤ、銀シャリ、GAG、霜降り明星、ダイアン、チョコレートプラネット、トータルテンボス、トレンディエンジェル、とろサーモン、中田カウス・ボタン、ほりっこし

## スタッフ
2014年（第10回）
- ナレーター：渡辺智美
- 構成：塩野智章、辻健一
- TD・SW：大尾庸介
- CAM：打越尚
- VE：中沢明日香
- 音声：角田康太
- 音響：山川幸乃
- 照明：井村江里
- 舞台監督：檜原奨平
- 編集：与那嶺涼
- MA：民幸之助
- 音効：井上尚昭
- ペイント：吉澤真純
- TK：安達真理
- 編成：池田佐和子（テレビ朝日）
- 宣伝：醍醐彩乃（テレビ朝日）
- 技術協力：トラッシュ、アーチェリープロダクション、IMAGICA
- 美術協力：フジアール
- AP：萩原雄一（よしもとクリエイティブ・エージェンシー）
- 進行：椎名貴一（Smile On）
- ディレクター：荷見基成・近野正孝（2人共Smile On、近野→第8回ではAD）
- 演出：山崎博（Smile On）
- プロデューサー：高橋正輝（テレビ朝日、第8回では編成）、山田貢（よしもとクリエイティブ・エージェンシー）、柳生昌也（Smile On）
- 制作協力：Smile On
- 制作：テレビ朝日、吉本興業

### 過去のスタッフ
- ナレーター：泉龍太（第5回）、渕上舞（第8回）
- 構成：小笠原英樹、なんざん
- SW：三好隆太（第5回）、林謙一郎（第7回）、前田昌彦（第8回）
- CAM：野村彰彦（第5回）、寺岡憲一（第8回）
- VE：片岡徹（第5回）、三本菅彰（第8回）
- AUD：太田洋彦（第5回）、梶巻久仁彦（第8回）
- LD：古谷美明（第5回）、中村和道（第7回）、上田和博（第8回）
- ヘアメイク：TEES（第5回）、塚越めぐみ、MORE
- スタイリスト：フローティングアイランドジャパン（藤井隆担当）、若月孝子（第7回）、中村陽子（第8回）
- CG：テクノシード（第5回）
- 編集：西山一成（第5回）、斉藤義享（第5回）
- 音響効果：大峡邦彦（第5回）、井上尚昭（第7回）
- 技術協力：レック（第5回）、ハートス（第5回）
- 美術プロデューサー：永田勝明（第5回）
- デザイン：木村礼二（第5回）
- 美術進行：山口武治（第5回）
- 技術協力：Tsp（第7回）
- 協力：よしもと浅草花月（第2,3回）、よしもとプリンスシアター（第5回）
- 編成：松野良紀（第5回）、
- 宣伝：天野貴代（第5回）、三本真一（テレビ朝日、第8回）
- AD：鳥居加奈（第5回）、佐藤勇太（第5回）、大城麻世（第8回）、矢原祐美（第8回）、大木梨沙（第8回）
- 演出：田中暁史
- プロデューサー：畔柳吉彦（テレビ朝日、第8回）、高畑正和（よしもとクリエイティブ・エージェンシー）
- ゼネラルプロデューサー：藤井智久（テレビ朝日、第8回）
- 制作協力：CELL

## ネット局
| 放送対象地域 | 放送局         | 放送日時 | 備考       |
| ------------ | -------------- | -------- | ---------- |
| 関東広域圏   | テレビ朝日     | -        | 番組制作局 |
| 岩手県       | 岩手朝日テレビ | -        |            |

※2012年の放送は上記2局のみのネットで、大半の系列局では同時間帯に「探偵!ナイトスクープ 年忘れファン感謝祭2012」（朝日放送制作）の同時ネット放送が行われていた。

※2018年放送分は、朝日放送テレビで2019年1月13日13:55 - 15:30に遅れネット。